# Banu Sumádih
Los Banu Sumádih (en árabe: بنو صمادح banū ṣumādiḥ) fueron una dinastía árabe del siglo XI que gobernó la Taifa de Almería en época musulmana (la actual provincia de Almería, España) en al-Ándalus.

## Dinastía
La dinastía de los Banu Sumádih en la Taifa de Almería estaba subordinada a la Taifa de Zaragoza, subgrupo de los Banu Tuyib que se dividía en dos facciones: los Banu Sumádih y los Banu Hisham. El último emir Banu Sumádih huyó junto al rey hamadita al-Mansur en 1102, quien le proporcionó el gobierno de Dellys, en Argelia.

## Gobernantes
Los gobernantes de la dinastía Banu Sumádih fueron:
- Ma'n ibn Muhámmad ibn Sumádih (1041–1051), elegido por Granada.
- Al-Mu'tásim ibn Sumádih, también conocido como Almotacín (1051–1091), un poeta árabe de renombre.
- Mu'izz ud-Dawla ibn Sumádih (1091–1102), huido junto a la dinastía hamadita, que le proporcionó el gobierno de Dellys después de 1102.